# محمد اشتيوي
محمد حمدان عبد الهادي اشتيوي المعروف باسم حمودة أبو شموخ (1974 - 23 فبراير 2006) فلسطيني قيادي سياسي وعسكري في حركة فتح ولد في مخيم بلاطة بنابلس شمال الضفة الغربية لعائلة من لاجئي حرب 1948، وقد درس المرحلتين الأساسية الإبتدائية والاعدادية في مدارس الوكالة بالمخيم.

## نشاطه السياسي في انتفاضة 1988-1993
شارك في الانتفاضة الفلسطينية واعتقل في سجون الاحتلال الإسرائيلي أكثر من مرة، واحدة منها عام 1988 لستة أشهر بعد انضمامه إلى منظمة الشبيبة الفتحاوية.

## الانتفاضة الثانية
في الانتفاضة الثانية (سبتمبر 2000) كان من مؤسسي كتائب شهداء الأقصى التابعة لحركة التحرير الوطني الفلسطيني فتح، وكان قائدها في مخيم بلاطة. اشتبك مسلح مع الوحدات الخاصة وجنود الصهيونية الإسرائيلية، وقد اعترفت اسرائيل بمقتل ثلاث، الضابط شاحر بن يشاى برتبة رائد وضابط يوسف عطياس وضابط ارئيل بودة.بعد هذه الحادثة أصبح حمودة شتيوي مطلوبا، وحاولت قوات الاحتلال الصهيوني اغتياله ولم تفلح.
قاتل في الدفاع عن مخيم بلاطة أثناء الحصار الإسرائيلي في أبريل 2002.

## استشهاده
استشهد في 23 فبراير 2006 في مخيم بلاطة مع ناشطين آخرين من كتائب الأقصى هما محمد خميس عمار الـمعروف «بالهبهب»، وحسين فتحي أبو حجاج الـملقب بـ «أبو علي سويجر» إثر اشتباك مسلح مع وحدة صهيونية خاصة جاءت لاغتيالهم.

## وصلات خارجية
- أغنية شعبية عن محمد اشتيوي - على موقع يوتيوب
- حكاية عن الشهيد محمد اشتيوي - على موقع يوتيوب